# Tunnel des Sorderettes
Le tunnel des Sorderettes est un tunnel autoroutier français situé dans le département de la Savoie et emprunté par l'autoroute A43.

## Localisation
Le tunnel est situé sur le territoire de la commune de Saint-Michel-de-Maurienne, au lieu-dit Les Sorderettes. Il traverse un éperon rocheux situé sur le flanc nord du Gros Crey (2 594 m) dans le massif des Cerces.

## Historique
Le tunnel des Sorderettes est mis en service en 2000 lors de l'ouverture de la section Aiton - tunnel du Fréjus concédée à la Société française du tunnel routier du Fréjus (SFTRF).

## Caractéristique
Le tunnel est constitué d'un seul tube, d'une longueur de 385 m, qui traverse un éperon rocheux. Seule la chaussée montante de l'autoroute (en direction de Modane) emprunte le tunnel, alors que la chaussée descendante (en direction de Saint-Jean-de-Maurienne) le contourne. La chaussée a une largeur de 11,10 m, elle comporte deux voies de circulation et une voie d'arrêt d'urgence.
Le tunnel autoroutier des Sorderettes longe sur toute sa longueur le tunnel ferroviaire du même nom de la ligne de Culoz à Modane mais d'une longueur de 1 064 m.